# Rotosound

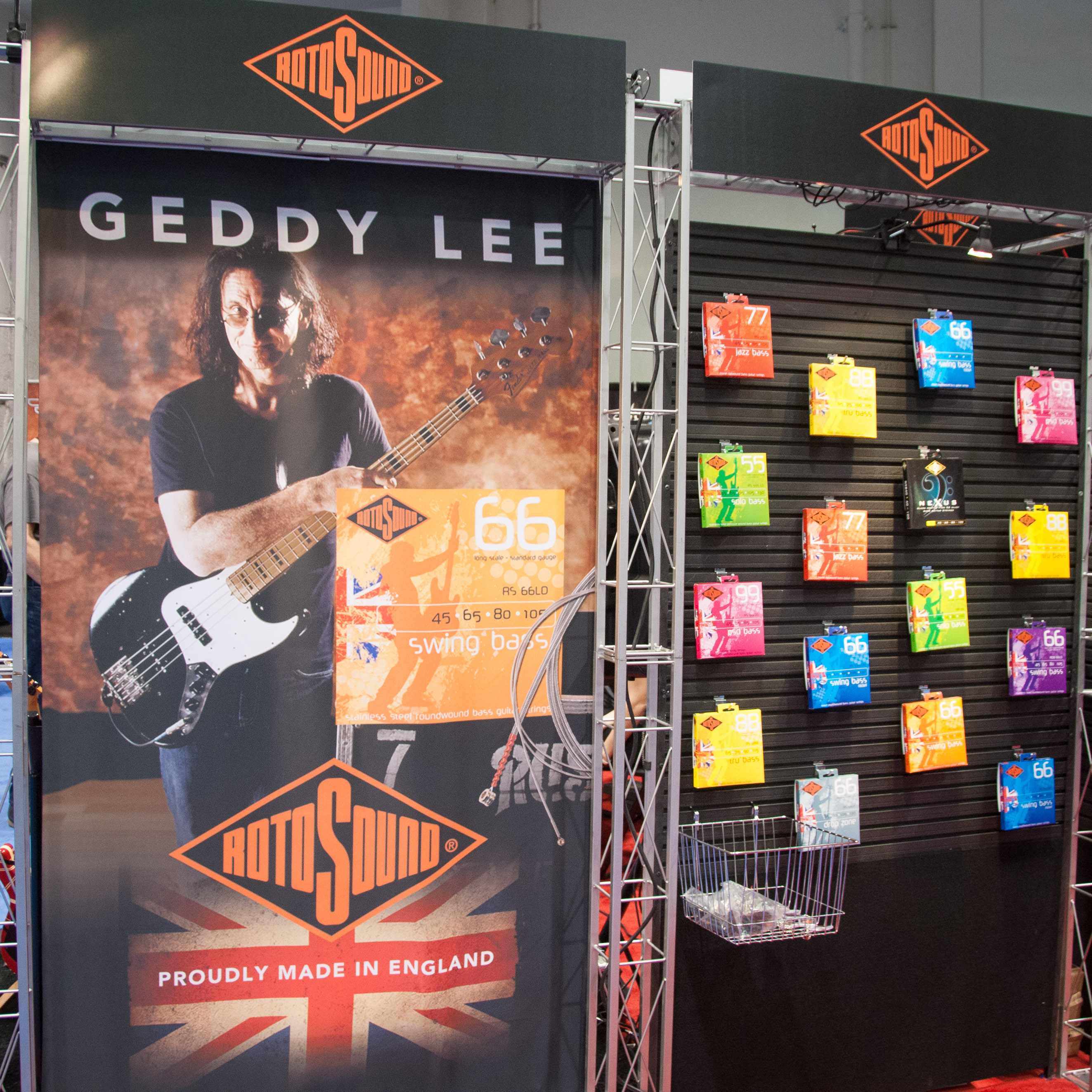
Wyroby firmy Rotosound

Rotosound – firma muzyczna zajmująca się produkcją strun, działająca nieprzerwanie od końca lat 50. XX wieku.
Struny Rotosound wytwarzane są w Wielkiej Brytanii niezmiennie od końca lat 50; firma została założona w 1958 roku pod nazwą Orchestral & Jazz Strings. Strun z logo Rotosound używali m.in. muzycy zespołów The Jimi Hendrix Experience, The Beatles, Pink Floyd, The Rolling Stones, The Shadows, The Who. Na liście współczesnych użytkowników „ROTO” można znaleźć takie nazwiska jak: Bob Geldof, Jim Davies (Prodigy), Billy Sheehan, Steve Harris (Iron Maiden), John Paul Jones (Led Zeppelin), Andy Bell (Oasis), JJ Burnel (The Stranglers), Duff McKagan (Velvet Revolver), Geddy Lee (Rush), Doug Wimbish i innych.
W procesie produkcji strun Rotosound wykorzystywane są najnowszej generacji maszyny sterowane komputerowo. Urządzenia te zostały w całości zaprojektowane i wykonane przez inżynierów firmy, będących jednocześnie muzykami. Dzięki wyjątkowemu procesowi technologicznemu niklowana owijka wręcz wcina się w sześciokątny rdzeń owijanej struny na całej jej długości. Każda struna jest ręcznie pakowana i – zanim opuści fabrykę – sprawdzana pod kątem jakości. Wszystkie struny poddawane są również rygorystycznym testom wytrzymałościowym i brzmieniowym we własnym studiu firmy.
Struny do gitar elektrycznych
- British Steels – Struny British Steels posiadają owijkę wykonaną ze stali ferrytycznej co zapewnia czyste i jasne brzmienie „z nerwem”, pewny chwyt oraz mnóstwo przyjemnego gitarowego brzęku! Dostępne są w trzech rozmiarach.

- Pure Nickles – Pure Nickles to struny gitarowe z najwyższej półki. W pełni niklowa owijka zapewnia wyjątkowe właściwości magnetyczne, a co za tym idzie niespotykane czyste brzmienie. Prawdziwe creme-de-la-creme wśród strun gitarowych dostępnych na rynku! Oferowane są w trzech rozmiarach.

- Struny Roto – Zaprojektowane we współpracy z najbardziej uznanymi artystami, te wyjątkowe struny gwarantują gitarzyście pełne, mocne brzmienie i trwałość znacznie przewyższającą konkurencję. Znakomita klarowność i wytrzymałość sprawiają, że Roto to najlepszy wybór dla profesjonalistów.

- Top Tape – Monel – Wyjątkowo gładkie struny, idealnie sprawdzają się w gatunkach Fusion i Jazz lub gdy po prostu trzeba zminimalizować dźwięk przesuwania palców po strunach w studio.

Struny do gitar akustycznych
- Jumbo King – Jumbo King to najlepiej sprzedające się struny Rotosound do gitar akustycznych, charakteryzujące się ciepłym, lecz klarownym brzmieniem i długim wybrzmiewaniem.

- Super Bronze – Znakomicie brzmiące struny dzięki specjalnemu patentowi Rotosound – „contact core”, opracowanym w 1974 roku. Doskonały wybór dla poszukujących długiego wybrzmiewania i jasnego, klarownego brzmienia. Dodatkową zaletą jest lekkie obniżenie akcji instrumentu.

Struny do gitar klasycznych
- Superia – Struny przeznaczone do gitary klasycznej. Wioliny nylonowe, basy posrebrzane. Polecane szczególnie tam, gdzie potrzebne jest mocne, jasne brzmienie.

- Grade 1 – Struny Superia Pro są w standardowym stroju mocno naprężone, przez co znakomicie nadają się do grania palcami. Struny owijane posrebrzane, wioliny wykonane z wysokiej jakości nylonu.

Struny do gitar basowych
- Bronze Bass 44 – Struny Bronze Bass 44 zapewniają głębokie jasne brzmienie dla akustycznych gitar basowych.

- Solo Bass 55 – Struny basowe z płaską owijką nawijaną ciśnieniowo – opracowane w połowie lat 70. Dzięki specjalnej technologii nawijania struny są gładkie, zachowują jednak jasne brzmienie. Struny Solo Bass eliminują dźwięki przesuwania palców, zmniejszają zużycie progów i znakomicie nadają się również do basów bezprogowych. Solo Bass to także świetny wybór do studia.

- Swing Bass 66 – Najpopularniejsze struny z okrągłą owijką przeznaczone do basu. Rotosound to pierwsza firma, która wyprodukowała tego typu struny. Wprowadzone w 1962 zmieniły świat basowego brzmienia. Wybór wielu znakomitych muzyków, w tym Billy’ego Sheehana, Johna Paul Jonesa i Geddy’ego Lee. Dostępne we wszystkich popularnych rozmiarach i menzurach. Unikatowy stop stali wykorzystany do produkcji tych strun pozostaje tajemnicą firmy Rotosound.

- Jazz Bass 77 – Struny z gładką owijką wykonaną z unikatowego stopu, dzięki czemu uzyskano bardzo jasne brzmienie. Ulubione struny między innymi Rogera Watersa, Steve’a Harrisa i zespołu Oasis.

- Tru Bass 88 – Brzmienie znane między innymi z albumu The Beatles – Abbey Road. Wyjątkowo gładkie struny z owijką z czarnego nylonu pozwalają uzyskać na gitarze basowej brzmienie charakterystyczne dla kontrabasu. Znakomicie sprawdza się z instrumentami bezprogowymi.

- Piano String Design 99 – Struny o wyjątkowo mocnym, klarownym brzmieniu i długim wybrzmiewaniu. Opatentowane przez Rotosound rozwiązanie Contact-core (rdzeń oparty na mostku) poprawia możliwość drgania struny.

Ulubione struny Johna Paul Jonesa.
- Roto Bass – Owijka niklowana. Wyjątkowo jasno brzmiące struny. Końcówki niepokryte materiałem, dzięki czemu są tańsze niż seria RS.